# Trichoferus fissitarsis
Trichoferus fissitarsis là một loài bọ cánh cứng trong họ Cerambycidae.